# Эпов, Владимир Садеевич
Владимир Садеевич Эпов — советский хозяйственный, государственный и политический деятель.

## Биография
Родился в 1933 году в селе Качкын-Тура.
С 1949 года — на хозяйственной, общественной и политической работе. В 1949—1991 гг. — машинист подземного электровоза на шахте № 18 треста «Кировуголь» в городе Черемхово, в рядах Советской армии, навалоотбойщик, электромонтер, монтажник, помощник машиниста, машинист шагающего экскаватора на разрезе «Восточный», машинист на разрезах «Азейский», «Тулунский» объединения «Востсибуголь».
Избирался депутатом Верховного Совета СССР 10-го и 11-го созыва.